# Šport u 1963.
◄◄ | ◄ | 1960. | 1961. | 1962. | 1963.  | 1964. | 1965. | 1966. | ► | ►►
Arhitektura • Astronautika • Astronomija • Biologija • Film • Fotografija • Glazba • Kazalište • Kemija • Kiparstvo • Knjige • Književnost • Kršćanstvo • Meteorologija • Medicina • Planinarstvo • Politika • Pravo • Promet • Slikarstvo • Strip • Šport • Televizija • Znanost • Zrakoplovstvo • Željeznički promet
Šport u 1963.

## Svijet

### Natjecanja

#### Svjetska natjecanja
- Od 12. do 25. svibnja – Svjetsko prvenstvo u košarci u Brazilu: prvak Brazil

#### Kontinentska natjecanja

##### Europska natjecanja
- Od 4. do 13. listopada – Europsko prvenstvo u košarci u Wrocławu u Poljskoj: prvak SSSR

## Vanjske poveznice
|  | Zajednički poslužitelj ima još gradiva o temi Šport u 1963. |